# Lijst van rijksmonumenten in Ootmarsum
De plaats Ootmarsum telt 31 inschrijvingen in het rijksmonumentenregister. Hieronder een overzicht.
| Object | Oorspronkelijke functie?  | Bouwjaar             | Architect       | Locatie                                           | Coördinaten?                  | Nr.?   | Afbeelding         |
| --- | ------------------------- | -------------------- | --------------- | ------------------------------------------------- | ----------------------------- | ------ | ------------------ |
| Waterput met haalboom | Straatmeubilair           |                      |                 | Bergstraat bij 15                                 | 52° 24' 25" NB, 6° 53' 45" OL | 31745  | Meer afbeeldingen  |
| Voormalige boerderij met staldeuren van de straat | Boerderij                 | 17e of 18e eeuw      |                 | Denekamperstraat 7                                | 52° 24' 35" NB, 6° 53' 55" OL | 31746  | Meer afbeeldingen  |
| Huis met houten inrijpoort aan de zijde van het kerkplein en zijgevel van vakwerk | Woonhuis                  |                      |                 | Kerkplein 15                                      | 52° 24' 26" NB, 6° 53' 51" OL | 31747  | Meer afbeeldingen  |
| Vakwerk-huis met vernieuwde voorgevel met lijst en ingezwenkte zijkanten | Boerderij                 |                      |                 | Ganzenmarkt 11                                    | 52° 24' 25" NB, 6° 53' 50" OL | 31748  | Meer afbeeldingen  |
| Eenvoudig pandje met schilddak | Woonhuis                  | 16e eeuw             |                 | Ganzenmarkt 18                                    | 52° 24' 26" NB, 6° 53' 47" OL | 31749  | Meer afbeeldingen  |
| Hervormde Kerk | Kerk en kerkonderdeel     | 1810                 |                 | Ganzenmarkt 31                                    | 52° 24' 26" NB, 6° 53' 45" OL | 31750  | Meer afbeeldingen  |
| Engelse tuin. Rechthoekig gebouwtje met verhoogde begane grond en hoge stoep. Ingang met pilasteromlijsting | Tuin, park en plantsoen   |                      |                 | Hazelrot 3                                        | 52° 24' 31" NB, 6° 53' 36" OL | 31751  | Meer afbeeldingen  |
| Huis met zijgevel van vakwerk en houten inrijpoort aan de korte zijde | Boerderij                 | 1698                 |                 | Keerweer 2                                        | 52° 24' 27" NB, 6° 53' 56" OL | 31752  | Meer afbeeldingen  |
| Gebouwtje van baksteen op Bentheimer stenen plint, met houten topgevel en halfrond beëindigde houten inrijpoort | Boerderij                 |                      |                 | Kerkplein 10                                      | 52° 24' 27" NB, 6° 53' 52" OL | 31753  | Meer afbeeldingen  |
| Sober vakwerk-huis met vernieuwde voorgevel en wolfdak | Woonhuis                  |                      |                 | Kerkplein 12                                      | 52° 24' 26" NB, 6° 53' 52" OL | 31754  | Meer afbeeldingen  |
| Vakwerk-huis met vernieuwde voorgevel | Woonhuis                  |                      |                 | Kerkplein 23                                      | 52° 24' 27" NB, 6° 53' 47" OL | 31755  | Meer afbeeldingen  |
| H.H. Simon en Judaskerk | Kerk en kerkonderdeel     | 1220                 |                 | Kerkplein 28                                      | 52° 24' 27" NB, 6° 53' 50" OL | 31756  | Meer afbeeldingen  |
| Schuurgebouw in vakwerk met houten topgevels | Boerderij                 |                      |                 | Kloosterstraat 2                                  | 52° 24' 31" NB, 6° 53' 54" OL | 31757  | Meer afbeeldingen  |
| Raadhuis | Overheidsgebouw           | ca. 1778             | Egbert Schrader | Kerkplein 1                                       | 52° 24' 29" NB, 6° 53' 49" OL | 31758  | Meer afbeeldingen  |
| Pomp tegen de rechterhoek van de voorgevel van het Raadhuis | Straatmeubilair           | derde kwart 18e eeuw |                 | Kerkplein bij 1                                   | 52° 24' 29" NB, 6° 53' 49" OL | 31759  | Meer afbeeldingen  |
| Hoek Schiltstraat. Fragment van ingezwenkte gevel met zandstenen aanzetkrullen, lijsten en cordon. Sterk vernieuwd; onderbouw gewijzigd | Onderdeel woningen e.d.   |                      |                 | Markt 3                                           | 52° 24' 29" NB, 6° 53' 49" OL | 31760  | Meer afbeeldingen  |
| Pand met rijke bakstenen gevel met zandstenen hoekblokken, waterlijsten, gebeeldhouwde klauwstukken en fronton bekroond door pijnappel. Wapensteen met wapens Cremer-Dreesman en jaartal. Inrijpoort met zandstenen omlijsting en leeuwemasker op de sluitsteen, dichtgezet met winkelraam | Woonhuis                  | 1656 (wapensteen)    |                 | Marktstraat 3                                     | 52° 24' 30" NB, 6° 53' 50" OL | 31761  | Meer afbeeldingen  |
| Pand met ingezwenkte halsgevel met zandstenen aanzetkrullen, lijsten en halfrond fronton. Onderpui gewijzigd | Werk-woonhuis             | 1747 (froton)        |                 | Marktstraat 8                                     | 52° 24' 31" NB, 6° 53' 51" OL | 31762  | Meer afbeeldingen  |
| Pand met vakwerk-zijgevel en vernieuwde voorgevel | Werk-woonhuis             |                      |                 | Marktstraat 9                                     | 52° 24' 31" NB, 6° 53' 50" OL | 31763  | Meer afbeeldingen  |
| Hotel Tubantia | Horeca                    |                      |                 | Marktstraat 11                                    | 52° 24' 32" NB, 6° 53' 51" OL | 31764  | Meer afbeeldingen  |
| Molen van Oude Hengel | Industrie- en poldermolen | 1872                 |                 | Oldenzaalsestraat 28                              | 52° 24' 18" NB, 6° 53' 42" OL | 31765  | Meer afbeeldingen  |
| Molenhuisje, Verdiepingloos pand onder schilddak met dakkapel; het vakwerk gedeeltelijk gespaard | Bedrijfs-,fabriekswoning  |                      |                 | Oldenzaalsvoetpad 3                               | 52° 24' 21" NB, 6° 53' 53" OL | 31766  | Meer afbeeldingen  |
| 't Ribbert. Erve Veneklaas. Gedeeltelijk gerestaureerde boerderij met houten topgevel, ten noorden van de weg naar Vasse | Boerderij                 |                      |                 | Vasserweg 16                                      | 52° 24' 51" NB, 6° 53' 6" OL  | 31767  | Meer afbeeldingen  |
| Drostenhuis, pand met afgeknotte halsgevel, thans beëindigd met zandstenen lijst | Woonhuis                  |                      |                 | Walstraat 1                                       | 52° 24' 27" NB, 6° 53' 54" OL | 31768  | Meer afbeeldingen  |
| Waterput met putring van zandstenen blokken en haalboom | Straatmeubilair           |                      |                 | Walstraat bij 7                                   | 52° 24' 25" NB, 6° 53' 54" OL | 31769  | Meer afbeeldingen  |
| Joodse begraafplaats | Begraafplaats en -onderdl |                      |                 | Almelosestraat bij 65                             | 52° 24' 23" NB, 6° 53' 1" OL  | 31770  | Meer afbeeldingen  |
| Zitbank gesitueerd in het Stadspark "Engels Tuin" | Straatmeubilair           |                      |                 | Hazelrot 3                                        | 52° 24' 30" NB, 6° 53' 36" OL | 513201 | Meer afbeeldingen  |
| Fosforietmaalderij | Industrie                 | 1918                 |                 | Bleekstraat 4                                     | 52° 24' 19" NB, 6° 53' 45" OL | 513202 | Fosforietmaalderij |
| Oriënteertafel | Straatmeubilair           | 1926                 |                 | Kuiperberg aan de zuidzijde van de Almelosestraat | 52° 24' 22" NB, 6° 53' 2" OL  | 513203 | Oriënteertafel     |
| Watertoren | Nutsbedrijf               | 1934                 |                 | Almelosestraat 65                                 | 52° 24' 24" NB, 6° 53' 3" OL  | 513204 | Meer afbeeldingen  |
| Hofmeiershuis | Woonhuis                  | 16e eeuw (oorsprong) |                 | Grotestraat 15                                    | 52° 24' 26" NB, 6° 53' 44" OL | 524835 | Meer afbeeldingen  |